# Matriz de Cartan
Em matemática a matriz de Cartan é um termo com três significados. Os nomes são referências ao matemático francês Élie Cartan. As matrizes de Cartan no contexto da álgebra foram inicialmente investigadas por Wilhelm Killing, enquanto Cartan o fez com a forma Killing. A matriz de Cartan de um ponto de referência raiz dá os valores do emparelhamento bilinear {\displaystyle <o,o>:''XxY->R} nas co-raízes simples.

## Determinantes das matrizes de Cartan (das álgebras de Lie simples)
Os determinantes das matrizes de Cartan das álgebras de Lie simples dadas na tabela a seguir.
| {\displaystyle A_{n}} | {\displaystyle B_{n}}, {\displaystyle n\geq 2} | {\displaystyle C_{n}}, {\displaystyle n\geq 2} | {\displaystyle D_{n}}, {\displaystyle n\geq 4} | {\displaystyle E_{n}}, {\displaystyle n\geq 5} | {\displaystyle F_{4}} | {\displaystyle G_{2}} |
| n+1                   | 2                                              | 2                                              | 4                                              | 9-n                                            | 1                     | 1                     |